# 1981年太平洋颱風季
| 太平洋颱風季             |
| 主題頁 - 專題 - 編輯指南 |

1981年太平洋颱風季泛指在1981年全年內的任何時間，於赤道以北及國際換日線以西的太平洋水域，以及南中國海所產生的熱帶氣旋。雖然有關方面並沒有設下本颱風季的指定期限，但大部份於西北太平洋的熱帶氣旋通常都會於五月至十二月期間形成。
本條目的範圍僅侷限於赤道以北及國際換日線以西的太平洋及南海的水域。於赤道以北及國際換日線以東的太平洋水域產生的風暴則被稱為颶風，並被列入年太平洋颶風季。在西太平洋產生的熱帶風暴是由日本東京颱風中心命名，國際編號為81xx，而美國聯合颱風警報中心會把在該地區的熱帶低氣壓的編號以W字母作結。
凡進入或產生於菲律賓風暴責任範圍以內的熱帶低氣壓，菲律賓大氣地理天文部門（PAGASA）都會為它們訂立一個菲律賓名稱，作當地警報用途；此外，由於中港澳採用同一翻譯名，而台灣之翻譯名字可能有所不同，因此同一個風暴可能會有2個不同的中文名字，及有時候會有兩個不同的英文名稱（國際名字及菲律賓名字）。
以下各熱帶氣旋資訊以熱帶氣旋存在期間的最強形態為準。

## 已被國際命名的熱帶氣旋

### 颱風法妮黛 (Freda)
法妮黛是在1981年第一個在西北太平洋形成的熱帶氣旋和自1959年來第四個在三月形成的颱風。在向西北方移動和緩慢地增強前，此擾動幾乎在附近的吉爾伯特群島停留不動數日。在3月11日早上它增強成一熱帶低氣壓。它在接下來的數日沿着副熱帶高壓脊的邊界緩慢增強。在3月14日法妮黛加快移動和增強成一個颱風。並以最大持續風速120（75英里）的強度吹襲威克島西部，島上的持續陣風，風力和波浪達到6（20英尺）。當此颱風繼續向東北移動時，此氣旋開始減弱，而法妮黛便在3月17日被另一溫帶氣旋吸收了。

### 強烈熱帶風暴艾克 (Ike)
PAGASA:Bining

### 颱風琴茵 (June)
PAGASA:Kuring

### 強烈熱帶風暴凱利 (Kelly)
PAGASA:Daling

### 強烈熱帶風暴林茵 (Lynn)
PAGASA:Elang
英屬香港
- 懸掛之最高熱帶氣旋警告信號： 八號東北烈風或暴風信號 /  八號東南烈風或暴風信號

天文台在7月5日上午10時45分懸掛一號戒備信號，當時林茵集結在香港之東南約720公里，香港初時受和緩偏東風影響。随着林茵增強及接近香港，天文台在同日下午7時45分改掛三號強風信號。晚間香港轉吹東北風，風勢增強。天文台在7月6日上午5時30分改掛八號東北烈風或暴風信號，早上青洲一度錄得持續風速67公里及最高陣風93公里。日間香港離岸受烈風程度的東北偏東風影響，但港內相對較受遮蔽，但赤柱下午一度錄得達130公里的最高陣風。香港逐漸轉吹偏東風，天文台在6日下午10時正改掛八號東南烈風或暴風信號。隨著晚間林茵橫過香港西南方，香港進一步轉吹東南風，更多地區受烈風影響。7月7日初時啟德及大澳分別錄得100及144公里的最高陣風。天文台於7月7日上午2時錄得最低瞬時海平面氣壓999.6百帕斯卡，當時林茵距離香港約150公里。較接近林茵中心的長洲及赤臘角持續10小時受烈風影響。早上稍後林茵在廣東西岸登陸，天文台於是在上午10時15分以三號強風信號取代八號東南烈風或暴風信號。因風勢進一步緩和，天文台在7月7日下午2時15分除下所有信號，當時林茵集結在香港以西約260公里。
7月5日天氣普遍晴朗，唯獨早上局部地區有幾陣驟雨。7月6日林茵的螺旋雨帶令香港有狂風驟雨，日間雨勢更為頻密。雨勢持續至7月8日才有所減弱。

### 強烈熱帶風暴莫瑞 (Maury)
PAGASA:Huling

### 熱帶風暴蓮娜 (Nina)
PAGASA:Ibiang

### 熱帶風暴羅伊 (Roy)
PAGASA:Miling

### 颱風薩德 (Thad)
PAGASA:Openg

### 颱風愛娜斯 (Agnes)
PAGASA:Pining

### 颱風嘉麗 (Clara)
PAGASA:Rubing

### 颱風愛茜 (Elsie)
PAGASA:Tasing

### 熱帶風暴法比安 (Fabian)
PAGASA:Unsing

### 颱風姬伊 (Gay)
PAGASA:Walding

### 颱風哈森 (Hazen)
PAGASA:Yeyeng

### 颱風艾瑪 (Irma)
PAGASA:Anding

### 熱帶風暴傑夫 (Jeff)
PAGASA:Binang

### 颱風吉蒂 (Kit)
PAGASA:Kadiang

### 颱風李爾 (Lee)
PAGASA:Dinang

## 未被國際命名的熱帶氣旋

### 熱帶低氣壓
PAGASA:Atring
PAGASA:Goring
PAGASA:Luming
PAGASA:Narsing
PAGASA:Saling

## 熱帶氣旋時間表
以下時間線列出本年度的颱風生成及消散時間，而各風暴的詳情可參見上面的章節。

## 熱帶氣旋名單
| - Andy - Bess - Cecil - Dot - Ellis - Faye - Gordon - Hope - Irving - Judy - Ken - Lola - Mac - Nancy - Owen - Pamela - Roger - Sarah - Tip - Vera - Wayne | - Abby - Ben - Carmen - Dom - Ellen - Forrest - Georgia - Herbert - Ida - Joe - Kim - Lex - Marge - Norris - Orchid - Percy - Ruth - Sperry - Thelma - Vernon - Wynn | - Alex - Betty - Cary - Dinah - Ed - Freda 1W - Gerald 2W - Holly 3W - Ike 4W - June 5W - Kelly 6W - Lynn 7W - Maury 8W - Nina 9W - Ogden 10W - Phyllis 12W - Roy 13W - Susan 14W - Thad 15W - Vanessa 16W - Warren 17W | - Agnes 18W - Bill 19W - Clara 20W - Doyle 21W - Elsie 22W - Fabian 23W - Gay 24W - Hazen 25W - Irma 26W - Jeff 27W - Kit 28W - Lee 29W - Mamie - Nelson - Odessa - Pat - Ruby - Skip - Tess - Val - Winona |

### 菲律賓熱帶氣旋命名法
菲律賓大氣地理天文部門 (PAGASA) 使用自己一套命名法，作於該國風暴責任範圍內的熱帶氣旋命名之用。與日本氣象廳不同，只要該熱帶氣旋會很間接地吹襲菲律賓或會影響周邊國家的話（不論強度高低），就會使用以下之熱帶氣旋名字。名單每四年循環再用，因此本年名單與1977年太平洋颱風季的名單相同黑體字表示今年已經使用過。
| - Atring - Bining 4W - Kuring 5W - Daling 6W - Elang 7W | - Goring - Huling 8W - Ibiang 9W - Luming - Miling 13W | - Narsing - Openg 15W - Pining 18W - Rubing 20W - Saling | - Tasing 22W - Unsing 23W - Walding 24W - Yeyeng 25W - Anding 26W | - Binang 27W - Kadiang 28W - Dinang 29W - Epang（未用） - Gundang（未用） |

## 連結
1. ↑   (PDF). Joint Typhoon Warning Center. 2000-06-26  [2009-10-21]. （原始内容 (PDF)存档于2011-06-06）.
2. ↑   (PDF).   [2019-12-15]. （原始内容存档 (PDF)于2019-12-15）.